# Ampelisca misakiensis
Ampelisca misakiensis är en kräftdjursart. Ampelisca misakiensis ingår i släktet Ampelisca och familjen Ampeliscidae. Inga underarter finns listade i Catalogue of Life.